# Satyrium aberrans
Satyrium aberrans är en orkidéart som beskrevs av Victor Samuel Summerhayes. Satyrium aberrans ingår i släktet Satyrium och familjen orkidéer. Inga underarter finns listade i Catalogue of Life.